# Der Mann im Mond (Julien Bam)
Der Mann im Mond ist eine deutsche Fantasy-Comedy-Webserie von Webvideoproduzent Julien Bam, die seit 2023 produziert wird. Sie besteht aus sechs Akten sowie vier Spin-offs[veraltet], der sechste und letzte Akt wurde am 15. März 2025 veröffentlicht.
Die Serie ist eine direkte Fortsetzung von Julien Bams Thriller-Parodie Der letzte Song aus der Bohne. Außerdem werden hier drei andere Reihen fortgesetzt: die Märchen-Parodie Das letzte Märchen in Asozial, die Star-Trek-Parodie Ehrenmänner of the Galaxy, und eine Reihe von Musikvideos über einen Streit zwischen dem Weihnachtsmann, dem Osterhasen und ihren Brüdern. In Der Mann im Mond wird gezeigt, dass alle diese Reihen im selben fiktiven Universum spielen. Aufgrund der Aufmachung und Komplexität der Geschichte wird dieses, in Anlehnung an das Marvel Cinematic Universe, als Julien Bam Cinematic Universe bezeichnet. Dieser Begriff wurde durch den YouTuber Broady geprägt. Als Merkmal aller Reihen gilt, dass Parodien verschiedener Lieder Teil der Geschichte sind.

## Inhalt

### Der Mann im Mond Akt 1
Das Video beginnt einer zweiminütigen Retrospektive über die gemeinsamen Erlebnisse der besten Freunde Joon und Julien von dem Zeitpunkt, wo sich kennenlernten, bis zu Joons Tod auf der fliegenden Insel der Masken.
Der Mann im Mond (Lucas Ganske) ist nach den Ereignissen aus Der letzte Song aus der Bohne auf die Erde zurückgekehrt, aber noch ohne sein Gesicht, also ohne seine volle Kraft. Er will zunächst sein Gesicht zurückbekommen und dann die ganze Welt vernichten.
Nach dem Tod von Joon finden Julien und Julia (Julia Beautx) neue Verbündete: Captain Jerky und Miami Rose (Julia Beautx), die mit ihrem Raumschiff A.N.U.S. 7 aus der Zukunft durch ein Zeitloch auf der Erde abgestürzt sind. Sie bringen ihnen in einem Paket aus der Zukunft das Gesicht vom Mann im Mond, welches sie zu dem Standort von Curlys Pager bringen sollten – einem von einer Sekte namens Masken getöteten Bekannten von Julien und Joon, der auf der Erde als Erfinder der Bohnen gilt – da sie dort den Mann im Mond vorfinden sollten. Von ihnen erfahren Julien und Julia auch die Herkunft der magischen Bohnen, welche jeden, der sie isst, für kurze Zeit in eine Band oder einen berühmten Musiker wie Taddl, Scooter, Helene Fischer etc. verwandeln und einen dabei ein Musikvideo in dem Stil eines Liedes der Person oder Band performen lassen: der Wissenschaftler Curly war vor seiner Zeit als Wissenschaftler auf der Erde als Botaniker auf der A.N.U.S. 7 tätig. Ein anderes Crewmitglied, der vorpubertäre Matchupü (Spezies eines gleichnamigen Planeten) Whabou (Joon Kim), hatte auf einer Mission auf dem Planeten Xobei in einem kleinen, Kraken ähnlichen Wesen, einen neuen besten Freund gefunden, welcher zuvor Jerkys Ohr berührt hatte, was denselben Effekt wie die Bohnen mit sich brachte. Sieben Exemplare derselben Spezies hafteten sich unbemerkt an seinen Rücken und wurden mit den Crewmitgliedern, die bei der Mission dabei waren, auf das Raumschiff hochgebeamt. Curly fand diese, untersuchte sie, und kam während eines Zustands, den er als überhigh bezeichnete, auf die Idee, sie zu töten, in Erde einzupflanzen und mit einem Dünger zu begießen. Zudem stellte er fest, dass sie alle Lieder des Universums aufgesogen hatten. Whabou war die voraussichtliche Erntezeit in drei Monaten zu lang und machte deshalb einen Tanz, durch den die aus den Kraken ähnlichen Aliens entstandenen Pflanzen innerhalb weniger Sekunden reif waren und kleine Bohnen an ihren Ästen trugen.

### Der Mann im Mond Akt 2
Bei der Rückkehr zum abgestürzten Raumschiff erfahren Captain Jerky und Miami Rose, dass die Mannschaft inzwischen gemeutert hat. Neuer Captain ist jetzt der von Jerky immer ignorierte Snaggles, der schnell zum größenwahnsinnigen Schurken wird.
Nachdem der Mann im Mond zunächst mit einem Trick versucht hat, sein Gesicht zurückzubekommen, bietet er Julien ganz offen ein Geschäft an. Als Vorleistung erweckt er Joon wieder zum Leben, verlangt zum „Dank“ aber sein Gesicht. Als Julien dieses ihm allerdings nicht geben will kommt es zu einem ersten Kampf, bei dem der Mann im Mond davon überrascht wird, wie stark Julien durch Rezos Kompass-Tattoo (welches die Positionen der vier Wächter zeigt) und die magischen Bohnen ist. Nach diesem ersten Sieg können Julien und Julia mit dem wiederbelebten Joon entkommen.
Jetzt geht es für Julien und Joon darum, die drei überlebenden Wächter zu finden: Klaus den Weihnachtsmann, der sich Santa der Boss nennt, Rhun die Zahnfee und Zeke den Sandmann, die schon einmal gemeinsam den Mann im Mond – ihren Bruder – besiegt hatten. Im Hotel der Zahnfee kommt es zum Kampf. Der Mann im Mond (ab jetzt von Danny Lee gespielt) holt sich sein dort verstecktes Gesicht zurück und besiegt mit seinen dadurch verstärken Kräften Santa und die Zahnfee gleichzeitig, die beide nur knapp entkommen können.
Gleichzeitig kommt es immer öfter zu Anomalien der Zeit. Ein zwielichtiger Zeitreisender, der „Fremde“ genannt, der vorher schon Santa den Boss, Julia und Captain Jerky manipuliert hatte, verrät Julien, wie man den Mann im Mond besiegen kann. Es gibt zwei Gesichter des Mann im Mond: ein Gesicht aus der Zukunft, in dem seine Erinnerungen aus einer Zukunft gespeichert sind, in der er die Welt zerstört hat, teilweise aus Versehen, weil er für seine Geliebte (welche er wiederbeleben will) die Sonne verdunkeln wollte, da sie bei zu hellem Licht stirbt; aber auch als Rache für ihren Tod, da sie vor Jahrhunderten als angebliche Hexe verbrannt wurde. Dieses Gesicht hatte er sich in ferner Zukunft als alter Mann persönlich vom Kopf gerissen, um es dem Fremden zu geben, damit dieser es in einem Paket der intergalaktischen Föderation zum Ausliefern in Auftrag geben konnte. Die Föderation sollte es dem Mann im Mond aus der Gegenwart ausliefern, damit jener sieht, was seine Taten für ungewollte Folgen haben würden, und sie deshalb nie umsetzen wird. Das zweite Gesicht ist das Gesicht aus der Vergangenheit, das die Wächter vor langer Zeit dem Mann im Mond im Kampf entrissen haben, und in dem diese Erinnerungen nicht gespeichert sind. Leider trägt der Mann im Mond jetzt das Gesicht aus der Vergangenheit (aus dem Hotel der Zahnfee), das ihn böse sein lässt.
Währenddessen wird Snaggles’ Schreckensherrschaft beendet und das Raumschiff repariert. Captain Jerky tritt zurück und Miami Rose wird neuer Captain.
Beim großen Endkampf von Santa der Boss, Zahnfee und Sandmann gegen den Mann im Mond kommt es zur Katastrophe. Der Mond wird zerstört, und Trümmerteile des Mondes verwüsten die Erde. Zwar wird der Mann im Mond besiegt, aber der Preis ist zu hoch, der Planet Erde wird unbewohnbar. Nur mit einer Zeitreise könnte man den Weltuntergang rückgängig machen. Und nun zeigt sich der geheimnisvolle Zeitreisende als der eigentliche Schurke.
Nur Julien kann den Planeten jetzt noch retten. Aber dafür muss er das opfern, was ihm am wichtigsten ist.

## Produktion
Julien Bam hat Ende 2019 angekündigt, auf seinem gleichnamigen Hauptkanal keine Videos mehr veröffentlichen zu wollen und ihn mit drei Videos aus den losen Reihen Songs aus der Bohne, Märchen in Asozial und Ehrenmänner of the Galaxy abzuschließen. Diese sollten Anfang 2020 publiziert werden. Nach einigen Verzögerungen wurde festgelegt, alle drei Videos in jeweils drei Teilen zu produzieren.
2021 wurde schließlich die dreiteilige Reihe Das letzte Märchen in Asozial herausgegeben, 2022 folgte Der letzte Song aus der Bohne, das neben den drei angekündigten Teilen ebenso aus den Spin-Offs Der letzte Song des Osterhasen und Santa der Boss: Ein Sturm zieht auf bestand. Der Mann im Mond wurde 2023 als fünfteilige Serie angekündigt, die im Monatsrhythmus erscheinen sollte. Nach der verzögerten Veröffentlichung der dritten Episode wurden die letzten Folgen auf 2024 verschoben und bekanntgegeben, dass diese aus drei statt zwei Episoden sowie zwei weiteren Spin-offs bestehen würden.
Die Serie wird von Julien Bam in Zusammenarbeit mit seinem Bruder Shawn Bu und deren Produktionsfirma Raw Mind Pictures produziert.

## Episoden und Veröffentlichung
Die ersten fünf Episoden der Serie wurden 2022 und 2023 auf YouTube veröffentlicht. Der erste Akt der Serie belegte in den von YouTube veröffentlichten „Top Trending Videos in Deutschland 2023“ den zweiten Platz.
Die letzten fünf Folgen wurden 2024 und 2025 zunächst auf Amazon Freevee bzw. auf Prime Video und zwei Wochen später auf YouTube zur Verfügung gestellt. Dort wurden zusätzlich Vollversionen der in den Episoden enthaltenen Lieder und Making-ofs gezeigt.
| Episode                             | Veröffentlichungsdatum (YouTube) | Veröffentlichungsdatum (Freevee) | Dauer (Minuten) |
| ----------------------------------- | -------------------------------- | -------------------------------- | --------------- |
| Akt 1                               | 19. August 2023                  | 14. Juli 2024                    | 29              |
| Akt 2                               | 23. September 2023               | 14. Juli 2024                    | 32              |
| Akt 3                               | 10. November 2023                | 14. Juli 2024                    | 42              |
| Akt 4                               | 21. September 2024               | 9. September 2024                | 33              |
| Akt 5                               | 19. Oktober 2024                 | 5. Oktober 2024                  | 39              |
| Akt 6                               | 15. März 2025                    | 1. März 2025                     | 85 v2           |
| Spin-offs                           |                                  |                                  |                 |
| Der letzte Song des Osterhasen      | 3. September 2022                | 14. Juli 2024                    | 14              |
| Santa der Boss: Ein Sturm zieht auf | 23. Dezember 2022                | 14. Juli 2024                    | 25              |
| Das Geheimnis der Zahnfee           | 31. August 2024                  | 17. August 2024                  | 25              |
| Der Sandmann und die Fieberdüne     | 23. November 2024                | 9. November 2024                 | 20              |

## Besetzung
| Rolle                        | Akt                               | Akt               | Akt                  | Akt                              | Akt                     | Akt                               | Spin-off                  | Spin-off                        |
| Rolle                        | Akt 1                             | Akt 2             | Akt 3                | Akt 4                            | Akt 5                   | Akt 6                             | Das Geheimnis der Zahnfee | Der Sandmann und die Fieberdüne |
| ---------------------------- | --------------------------------- | ----------------- | -------------------- | -------------------------------- | ----------------------- | --------------------------------- | ------------------------- | ------------------------------- |
| Julien                       | Julien BudorovitsLuis Kondinski 1 | Julien Budorovits | Julien Budorovits    | Julien Budorovits                | Julien Budorovits       | Julien BudorovitsLuis Kondinski 1 | Julien Budorovits         | Julien Budorovits               |
| Joon                         | Joon KimKim Ponten 1              | Joon Kim          | Joon Kim             | Joon Kim                         | Joon Kim                | Joon KimKim Ponten 1              | Joon Kim                  |                                 |
| Julia                        | Julia Willecke                    | Julia Willecke    | Julia Willecke       | Julia WilleckeIsabelle Schilde 1 | Julia Willecke          | Julia Willecke                    |                           |                                 |
| Wächter und der Mann im Mond |                                   |                   |                      |                                  |                         |                                   |                           |                                 |
| Mann im Mond                 | Lucas Ganske                      | Lucas Ganske      | Lucas Ganske         | Lucas Ganske                     | Lucas GanskeDanny Lee 2 | Danny Lee                         |                           | Danny Lee                       |
| Santa der Boss               |                                   | Julien Budorovits | Julien Budorovits    | Julien Budorovits                | Julien Budorovits       | Julien Budorovits                 | Julien Budorovits         | Julien Budorovits               |
| Osterhase                    |                                   | Julien Budorovits | Julien Budorovits    | Julien Budorovits                | Julien Budorovits       | Julien Budorovits                 | Julien Budorovits         | Julien Budorovits               |
| Sandmann                     |                                   | Julien Budorovits | Julien Budorovits    | Julien Budorovits                | Julien Budorovits       | Julien Budorovits                 | Julien Budorovits         | Julien Budorovits               |
| Zahnfee                      |                                   | Julien Budorovits | Julien Budorovits    | Julien Budorovits                | Julien Budorovits       | Julien Budorovits                 | Julien Budorovits         | Julien Budorovits               |
| Ehrenmänner of the Galaxy    |                                   |                   |                      |                                  |                         |                                   |                           |                                 |
| Captain Jerky                | Julien Budorovits                 | Julien Budorovits | Julien Budorovits    | Julien Budorovits                | Julien Budorovits       | Julien Budorovits                 |                           |                                 |
| Miami Rose                   | Julia Willecke                    | Julia Willecke    | Julia Willecke       | Julia Willecke                   | Julia Willecke          | Julia Willecke                    |                           |                                 |
| Wabou                        | Joon Kim                          | Joon Kim          | Joon Kim             | Joon Kim                         | Joon Kim                | Joon Kim                          |                           |                                 |
| Lovebot                      | Funda Demirezen                   | Funda Demirezen   | Funda Demirezen      | Funda Demirezen                  | Funda Demirezen         | Funda Demirezen                   |                           |                                 |
| Snaggles                     | Sascha Schicht                    | Sascha Schicht    | Sascha Schicht       | Sascha Schicht                   | Sascha Schicht          | Sascha Schicht                    |                           |                                 |
| XioXio                       | Sosopinkypie                      | Sosopinkypie      | Sosopinkypie         | Sosopinkypie                     | Sosopinkypie            | Sosopinkypie                      |                           |                                 |
| Curly                        | Sebastian Moser                   |                   |                      |                                  | Sebastian Moser         |                                   |                           |                                 |
| Organo                       | Vincent Lee Rosovits              |                   | Vincent Lee Rosovits | Vincent Lee Rosovits             |                         |                                   |                           |                                 |
| Dave                         | Evanijo                           | Evanijo           |                      |                                  |                         |                                   |                           |                                 |
| Klabusterbach                | Younes Jones                      |                   | Younes Jones         |                                  |                         |                                   |                           |                                 |

- Kaya Yanar: Schrottplatzbesitzer
- Knossi: Grillender Familienvater
- MontanaBlack: MontanaBlack
- Stroppo: Rainer
- Fibii: Minty
- Santiago Ziesmer: Ray der Totenkopf (Stimme)
- Phil Laude: Dorfältester
- Malte Zierden: Fischer
- Alicia Joe: Tinos Mutter
- Money Boy: König auf Planet Xobei
- Rewinside: Der Fremde